# Cherchell (distrito)
Cherchell é um distrito localizado na província de Tipasa, Argélia. Sua capital é a cidade de mesmo nome. A população total do distrito era de 68 417 habitantes, em 2008.

## Comunas
O distrito está dividido em quatro comunas:
- Cherchell
- Sidi Ghiles
- Hadjeret Ennous
- Sidi Semiane